# Panas Mirni
Panas Yakovych Rudchenko más conocido como Panas Mirni (en ucraniano: Панас Мирний; 13 de mayo de 1849, Myrhorod-28 de enero de 1920, Poltava) fue un escritor y dramaturgo ucraniano. Se dedicó a escribir en realismo literario del género social.

## Biografía
Nació el 13 de mayo de 1849 en la ciudad de Myrhorod en el Imperio ruso. Empezó a trabajar en oficinas gubernamentales en Haidach. El ucraniano Tarás Shevchenko fue su inspiración en el mundo de la escritura. En 1872 creó su primer cuento titulado Lykhyi poputav. En 1877, lanzó su primer poema, Lykhi liudy (en inglés: Bad folk).
La obra más conocida es la novela Propashcha syla, también titulada Khiba revut' voly, yak yasla povni?, que escribió junto a su hermano. La obra abarca casi un siglo de la historia de un pueblo ucraniano, desde la servidumbre hasta la época posterior a la Reforma. En ella, describe la opresión social, la lucha interna entre diversos grupos sociales, el sistema jurídico zarista, la dura vida de un soldado en la época del zar Nicolás I, la violencia policial y las protestas espontáneas contra la mentira y la injusticia. La novela fue publicada en 1880 en Ginebra con la ayuda del político Mykhailo Drahomanov.